# Люзи, Патрис
Патри́с Люзи́ Бернарди́ (фр. Patrice Luzi Bernardi; 8 июля 1980, Аяччо) — французский футболист, вратарь.

## Карьера
Патрис начал свою карьеру в «Монако», но закрепиться в первой команде не сумел и в 2001 году перебрался в «Аяччо». В 2002 году его контракт был выкуплен «Ливерпулем», который в то время тренировал соотечественник Лузи Жерар Улье.
Патрис дебютировал в «Ливерпуле» 7 января 2004 в матче против «Челси» на «Стэмфорд Бридж», выйдя на замену травмированного Ежи Дудека на 77-й минуте, и произвёл хорошее впечатление, отразив два сложнейших удара игроков хозяев. В итоге его клуб победил благодаря единственному голу в матче, который забил Бруно Шейру, однако почти сразу Люзи был выведен из основного состава. Несмотря на травму Дудека, он больше не получил шанса сыграть за первую команду, так как клуб арендовал у «Саутгемптона» Пола Джонса. К тому же, в составе «Ливерпуля» числился перспективный молодой вратарь Крис Кирклэнд.
В итоге летом 2005 года Люзи покинул клуб и по свободному трансферу перешёл в бельгийский «Мускрон». Позднее он также играл за «Шарлеруа», а сейчас является запасным голкипером французского «Ренна».